# Перська сивіла (Мікеланджело)
«Пе́рська сиві́ла» (італ. La Sibilla Persica) — фреска із зображенням Перської сивіли Мікеланджело Буонарроті на стелі Сикстинської капели (Ватикан), створена ним близько 1511—1512 років.

## Опис
Перська сивіла сидить на троні, але вона напіввідвернулася від глядача і читає книгу, тримаючи її дуже близько біля очей. Два путті стоять позаду неї, їхні обличчя майже невидимі, у тіні. Хлопчики стоять один за одним. Перший путто одягнений у червоний плащ. Композиція чимось нагадує прийоми «chiaroscuro» Леонардо. Сивіла виглядає таємничішою, ніж «Кумська сивіла».
Вазарі описує Перську сивілу так:
|  | (…) та першу сивілу коло дверей; Мікеланджело хотів передати в ній старість, тому, обгорнувши її складками драпіровок, він показує, що її кров уже замерзла з віком. Читаючи книгу, вона наближає її до самих очей, бо зір її попсований.. |

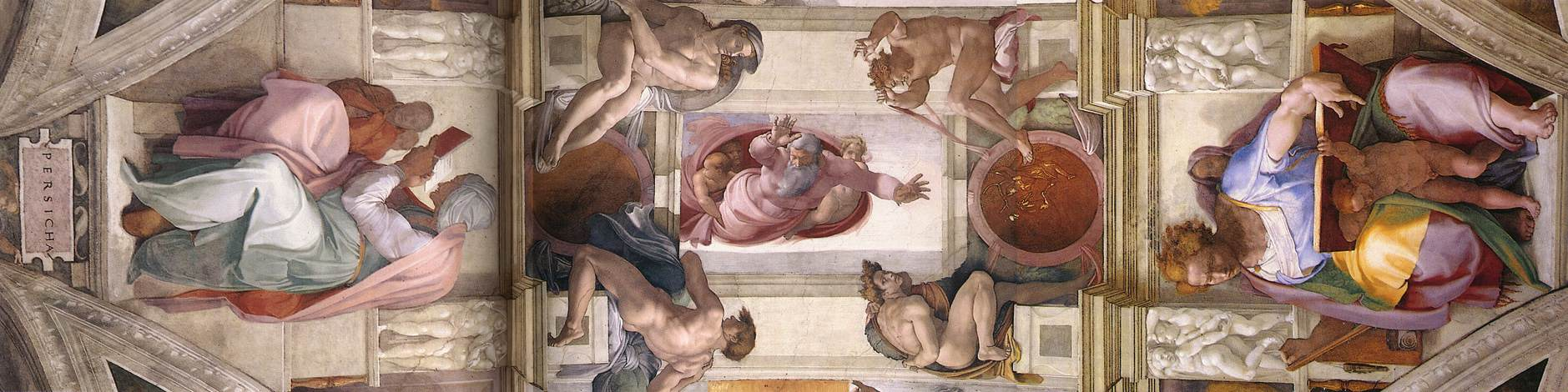
«Перська сивіла» розміщена біля фрески «Розмежування тверді та води»
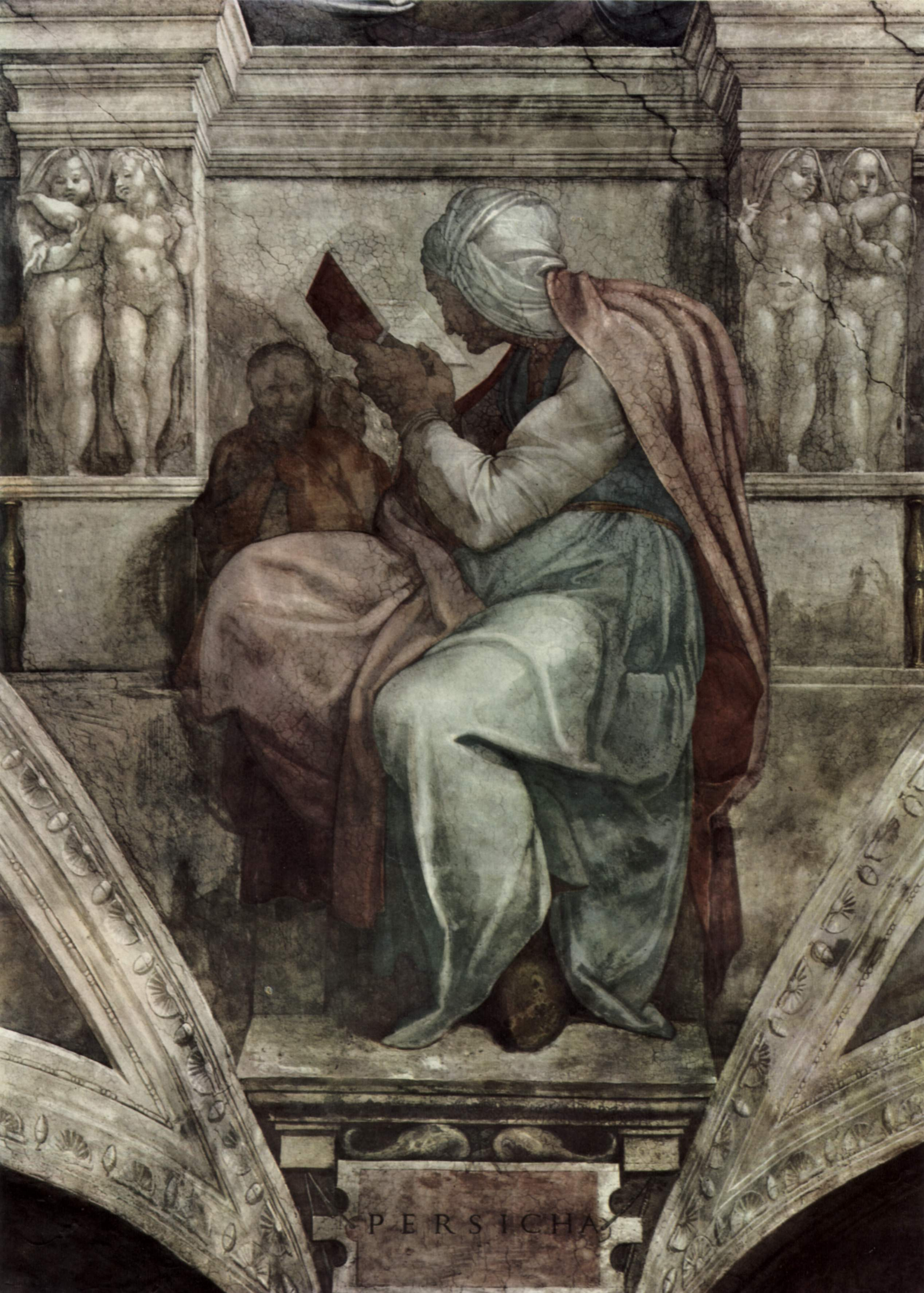
Фреска до реставрації
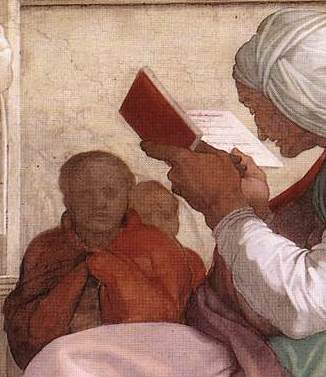
«Перська сивіла». Деталь

## Виноски
1. 1 2  The Persian Sibyl. wga.hu. Архів оригіналу за 10 лютого 2019. Процитовано 10.02.2019.
2. ↑  Вазарі, 1970, с. 333—334.